# فرودگاه بین‌المللی آنگولا
فرودگاه بین‌المللی آنگولا (به انگلیسی: Angola International Airport) یک فرودگاه است . این فرودگاه در شهر لوآندا کشور آنگولا قرار دارد .